# بيط بيروي
بيط بيروفي (الاسم العلمي: Bittium peruvianum) هو نوع من الرخويات يتبع جنس البيط من الفصيلة القرطيونية.